# Stamnodes apollo
Stamnodes apollo là một loài bướm đêm trong họ Geometridae.